# Peruanische Fußballnationalmannschaft/Weltmeisterschaften
Der Artikel beinhaltet eine ausführliche Darstellung der peruanischen Fußballnationalmannschaft bei Fußball-Weltmeisterschaften. Peru nahm bereits an der ersten WM 1930 teil und konnte sich danach noch viermal qualifizieren, zuletzt für 2018 nach 36 Jahren Pause.

## Übersicht
| Jahr | Gastgeberland          | Teilnahme bis …    | Letzte(r) Gegner               | Ergebnis | Trainer         | Bemerkungen und Besonderheiten |
| ---- | ---------------------- | ------------------ | ------------------------------ | -------- | --------------- | --- |
| 1930 | Uruguay                | Vorrunde           | Uruguay, Rumänien              | 10.      | Francisco Bru   | Erste Mannschaft, die einen Spieler durch Platzverweis verlor. |
| 1934 | Italien                | zurückgezogen      |                                |          |                 | Peru trat nicht zu den Qualifikationsspielen gegen Brasilien an. |
| 1938 | Frankreich             | nicht teilgenommen |                                |          |                 | |
| 1950 | Brasilien              | zurückgezogen      |                                |          |                 | Peru trat nicht zu den Qualifikationsspielen an, so dass Uruguay und Paraguay kampflos qualifiziert waren. |
| 1954 | Schweiz                | nicht zugelassen   |                                |          |                 | Anmeldung zu spät eingereicht |
| 1958 | Schweden               | nicht qualifiziert |                                |          |                 | In der Qualifikation an Brasilien gescheitert |
| 1962 | Chile                  | nicht qualifiziert |                                |          |                 | In der Qualifikation an Kolumbien gescheitert |
| 1966 | England                | nicht qualifiziert |                                |          |                 | In der Qualifikation an Uruguay gescheitert |
| 1970 | Mexiko                 | Viertelfinale      | Brasilien                      | 7.       | Didi            | In der Vorrunde fand das erste von bis heute zwei Spielen gegen Deutschland statt. |
| 1974 | Deutschland            | nicht qualifiziert |                                |          |                 | In der Qualifikation nach Entscheidungsspiel an Chile gescheitert |
| 1978 | Argentinien            | Zwischenrunde      | Brasilien, Polen, Argentinien  | 8.       | Marcos Calderón | Nach dem 0:6 gegen Argentinien wurden von Brasilien Vorwürfe der Bestechung erhoben. |
| 1982 | Spanien                | Vorrunde           | Kamerun, Italien, Polen        | 20.      | Tim             | Das 1:5 Perus gegen Polen war das einzige Spiel dieser Gruppe, das nicht remis endete. Dadurch schied Peru als Gruppenletzter aus. |
| 1986 | Mexiko                 | nicht qualifiziert |                                |          |                 | In der Qualifikation an Argentinien gescheitert |
| 1990 | Italien                | nicht qualifiziert |                                |          |                 | In der Qualifikation an Uruguay gescheitert |
| 1994 | USA                    | nicht qualifiziert |                                |          |                 | In der Qualifikation an Argentinien und Kolumbien gescheitert |
| 1998 | Frankreich             | nicht qualifiziert |                                |          |                 | In der Südamerika-Qualifikation, die erstmals im Liga-System zwischen allen südamerikanischen Bewerbern – außer Brasilien, das als Weltmeister direkt qualifiziert war – ausgetragen wurde, belegte Peru nur den 5. Platz. Die ersten Vier konnten sich qualifizieren.                                                                  |
| 2002 | Südkorea/Japan         | nicht qualifiziert |                                |          |                 | In der Südamerika-Qualifikation, die erstmals mit allen südamerikanischen Mannschaften im Liga-System ausgetragen wurde, belegte Peru nur den 8. Platz. Die ersten Vier konnten sich direkt qualifizieren, Uruguay als Fünfter über die Play-offs gegen Australien.                                                                     |
| 2006 | Deutschland            | nicht qualifiziert |                                |          |                 | In der Südamerika-Qualifikation, die wieder im Liga-System zwischen allen südamerikanischen Mannschaften ausgetragen wurde, belegte Peru nur den 9. Platz. Die ersten Vier konnten sich direkt qualifizieren, Uruguay als Fünfter scheiterte diesmal in den Play-offs gegen Australien.                                                 |
| 2010 | Südafrika              | nicht qualifiziert |                                |          |                 | In der Südamerika-Qualifikation, die im Liga-System zwischen allen südamerikanischen Mannschaften ausgetragen wurde, belegte Peru nur den 10. und letzten Platz. Die ersten Vier konnten sich direkt qualifizieren, Uruguay als Fünfter über die Play-offs gegen Costa Rica.                                                            |
| 2014 | Brasilien              | nicht qualifiziert |                                |          |                 | Durch eine 2:3-Niederlage am drittletzten Spieltag gegen Venezuela verpasste Peru die Qualifikation. |
| 2018 | Russland               | Vorrunde           | Dänemark Frankreich Australien | 20.      | Ricardo Gareca  | Nach zwei Niederlagen in den ersten beiden Gruppenspielen hatte Peru schon vor dem letzten Gruppenspiel gegen Australien, gegen das dann gewonnen wurde, keine Chance mehr das Achtelfinale zu erreichen. |
| 2022 | Katar                  | nicht qualifiziert |                                |          |                 | Als Fünfter der Südamerika-Qualifikation scheiterte Peru in den interkontinentalen Play-offs an Australien. |
| 2026 | Kanada, Mexiko und USA |                    |                                |          |                 | In der im September 2023 begonnenen Qualifikation treten wieder alle zehn CONMEBOL-Mitglieder in Hin- und Rückspielen gegeneinander an. Die sechs bestplatzierten Mannschaften qualifizieren sich direkt für die WM-Endrunde 2026. Der Siebtplatzierte nimmt als südamerikanischer Teilnehmer am WM-Play-off-Turnier im März 2026 teil. |

Statistik (Angaben inkl. 2022: 22 Weltmeisterschaften; Prozentangaben sind gerundet)

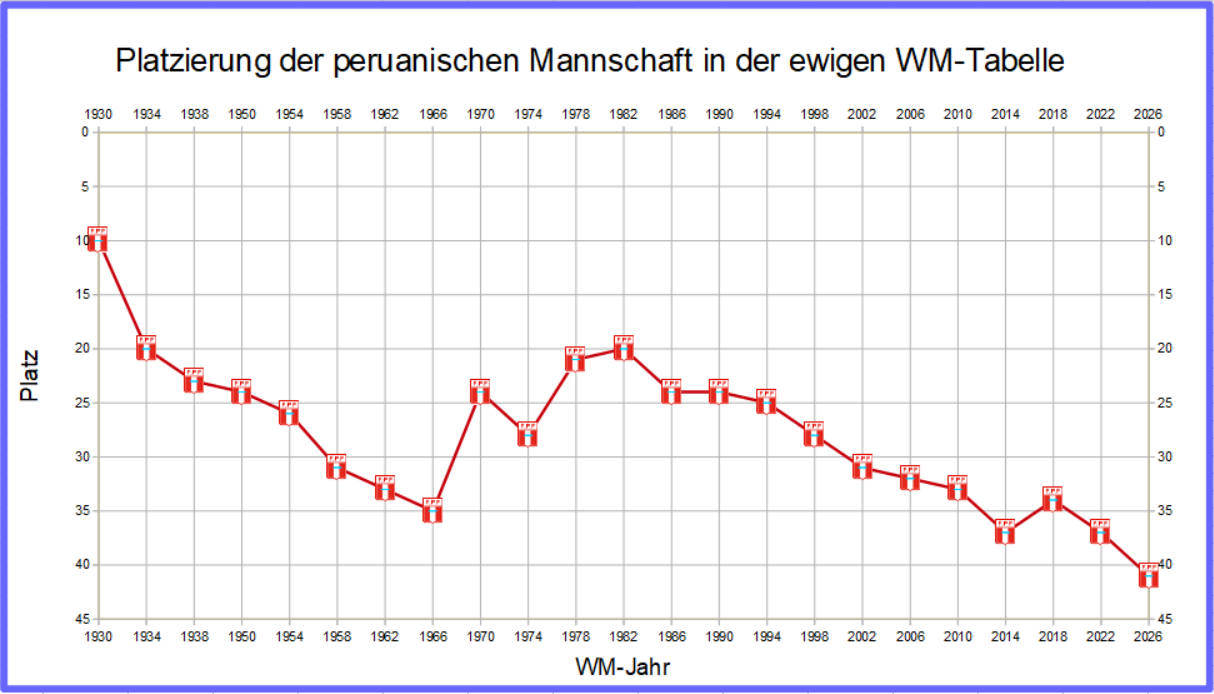
Platzierung der peruanischen Mannschaft in der ewigen WM-Tabelle

- Teilnahmeverzicht/zurückgezogen/nicht zugelassen: 4× (18,2 %; 1934, 1938, 1950 und 1954)
- Nicht qualifiziert: 13× (59,1 %; 1958, 1962, 1966, 1974, 1986, 1990, 1994, 1998, 2002, 2006, 2010, 2014 und 2018)
- Sportliche Qualifikation: 4× (18,2 % bzw. bei 25 % der Versuche)
- Teilnahme ohne Qualifikation: 1× (4,5 %; 1930)
  - Vorrunde: 3× (13,6 %; 1930, 1982 und 2018)
  - Viertelfinale bzw. 2. Finalrunde mit 8 Mannschaften: 2× (9,1 %; 1970 und 1978)

### 1930 in Uruguay

Szene aus dem Spiel Peru gegen Rumänien: der rumänische Torhüter Ion Lăpușneanu fängt den Ball vor Stürmer Julio Lores

Peru nahm bereits an der ersten Weltmeisterschaft in Uruguay 1930 teil. In der Vorrunde traf die Mannschaft auf Uruguay und Rumänien. Das erste WM-Spiel gegen Rumänien wurde mit 1:3 verloren, wobei Luis Souza das erste WM-Tor für Peru zum zwischenzeitlichen 1:1 erzielte. Dabei waren die Peruaner bereits in der 1. Minute in Rückstand geraten und verloren in der 70. Minute Plácido Galindo durch den ersten Platzverweis der WM-Geschichte. Gegen Gastgeber Uruguay zogen sie sich mit 0:1 dann noch achtbar aus der Affäre und verabschiedeten sich für 40 Jahre von der WM-Bühne. Mit dem Turnieraus endete die Amtszeit von Trainer Francisco Bru und viereinhalb Jahre lang fanden keine Länderspiele mehr statt.

### 1934 in Italien
Für die erste WM in Europa hatte Peru zwar zunächst gemeldet, trat dann aber nicht zu den Qualifikationsspielen gegen Brasilien an, so dass die Brasilianer kampflos qualifiziert waren.

### 1938 in Frankreich
Auch vier Jahre später nahmen die Peruaner, die 1936 noch an den Olympischen Spielen in Berlin teilgenommen hatten, nicht teil.

### 1950 in Brasilien
Für die erste WM in Brasilien sollte sich Peru in einer Gruppe mit Ecuador, Paraguay und Uruguay qualifizieren. Da Peru ebenso wie Ecuador zurückzog, waren und Paraguay und Uruguay kampflos qualifiziert.

### 1954 in der Schweiz
Vier Jahre später meldeten sich die Peruaner wie mehrere andere Mannschaften zu spät an und wurden nicht zugelassen.

### 1958 in Schweden
Für die Fußball-Weltmeisterschaft 1958, an der nun acht südamerikanische Mannschaften teilnehmen wollten, musste sich Peru gegen Brasilien qualifizieren. Am 14. April 1957 fand in Lima das erste WM-Qualifikationsspiel der Peruaner statt, das 1:1 endete. Im Rückspiel eine Woche später in Rio de Janeiro verloren sie mit 0:1 und waren damit ausgeschieden.

### 1962 in Chile
Vier Jahre später musste Peru in der Qualifikation für die WM in Chile gegen Kolumbien antreten und verlor das erste Spiel in Bogotá mit 0:1. Eine Woche später reichte es nur zu einem 1:1 in Lima, wodurch die Endrunde wieder verpasst wurde.

### 1966 in England
Für die WM in England wollten sich neben Titelverteidiger Brasilien, der automatisch qualifiziert war, erstmals alle anderen neun CONMEBOL-Mitglieder qualifizieren. Die Qualifikation für die drei Startplätze wurde in drei Dreiergruppen durchgeführt und Paraguay traf dabei auf Uruguay und Venezuela. Peru konnte nur die Spiele gegen Venezuela gewinnen, verlor aber beide Spiele gegen Uruguay, das auch beide Spiele gegen Venezuela gewann. Damit schied Peru als Gruppenzweiter aus.

### 1970 in Mexiko
Vier Jahre später konnten sich die Peruaner dann erstmals sportlich qualifizieren. In einer Dreiergruppe mit Argentinien und Bolivien konnte sich Peru, das vom ehemaligen brasilianischen Weltmeister Didi trainiert wurde, überraschend durchsetzen. Dabei gewannen sie am 3. August 1969 erstmals ein WM-Qualifikationsspiel (1:0 gegen Argentinien).
In Mexiko trafen sie im ersten Spiel auf Bulgarien und gewannen nach 0:2-Rückstand noch mit 3:2. Im zweiten Spiel gegen WM-Neuling Marokko gelang ein glattes 3:0, so dass es im letzten Gruppenspiel gegen Deutschland nur noch um den Gruppensieg ging, da auch die Deutschen zuvor beide Spiele gewonnen hatten. Der Sieger durfte im Viertelfinale in Leon spielen, dem Verlierer droht ein Spiel gegen Turnierfavorit Brasilien. Bei einem Unentschieden wäre gelost worden. Darauf ließen es die Deutschen aber nicht ankommen, sondern gingen durch einen „lupenreinen“ Hattrick von Gerd Müller schnell mit 3:0 in Führung. Teófilo Cubillas gelang zwar noch eine Minute vor der Halbzeitpause durch einen abgefälschten Freistoß das Tor zum 1:3, in der zweiten Halbzeit scheiterten die Angreifer beider Mannschaften aber immer wieder an den gegnerischen Torhütern oder verfehlten das Tor, so dass keiner Mannschaft mehr ein Tor gelang. Im Viertelfinale traf Peru dann auf den Nachbarn Brasilien und verlor mit 2:4. Mit fünf Toren war Teófilo Cubillas drittbester Torschütze. Nach der WM endete die Amtszeit von Trainer Didi, der in der Folgezeit nur noch Vereinsmannschaften trainierte.

### 1974 in der Bundesrepublik Deutschland
In der Qualifikation zur WM in der BRD sollte Peru gegen Chile und Venezuela antreten. Venezuela zog aber zurück, sodass nur die Spiele gegen Chile notwendig waren. Beide gewannen ihr Heimspiel mit 2:0, so dass ein Entscheidungsspiel notwendig war. In Montevideo verlor Peru mit 1:2. Chile musste danach noch in den „Interkontinentalen Play-offs Europa – Südamerika“ gegen die UdSSR antreten. Diese weigerte sich aber, nach einem 0:0 in Moskau im Estadio Nacional de Chile anzutreten, da dort während des Putsch in Chile mehrere Tausend Oppositionelle festgehalten, gefoltert und ermordet worden waren. Die UdSSR wurde daher disqualifiziert und Chile nahm an der WM in Deutschland teil.

### 1978 in Argentinien
Die Qualifikation zur WM in Argentinien wurde in zwei Runden gespielt. Peru setzte sich in der ersten Runde gegen Chile und Ecuador durch und in der zweiten Runde zusammen mit Brasilien gegen Bolivien.
In Argentinien trafen die Peruaner als Südamerikameister im ersten Gruppenspiel auf Schottland und gewannen nach 0:1-Rückstand mit 3:1. Im zweiten Spiel gegen Vizeweltmeister Niederlande erkämpften sie ein 0:0. Im letzten Spiel gegen WM-Neuling Iran gewannen sie mit 4:1, wobei Teófilo Cubillas allein drei Tore erzielte, davon zwei durch Elfmeter. Damit war Peru erstmals Gruppensieger und für die 2. Finalrunde qualifiziert. In dieser traten erneut vier Mannschaften gegeneinander an. Perus Gegner in dieser Runde waren Brasilien, Polen und Gastgeber Argentinien. Gegen den Rekordweltmeister verloren die Peruaner das erste Spiel mit 0:3, gegen den WM-Dritten Polen folgte ein 0:1 und gegen Argentinien, das mit vier Toren Differenz gewinnen musste, ein 0:6. Dadurch war Peru als Gruppenletzter ausgeschieden und Argentinien erreichte aufgrund der besseren Tordifferenz gegenüber den Brasilianern das Finale, in dem sie gegen die Niederlande gewannen und damit erstmals Weltmeister wurden. Peruanischen Spielern wurde – insbesondere von Brasilien – vorgeworfen, sie hätten sich von Argentinien kaufen lassen. Das WM-Aus bedeutete auch das Ende der 5. Amtszeit von Trainer Marcos Calderón, der aber noch einmal 1980 kurzzeitig das Amt übernahm.

### 1982 in Spanien
Vier Jahre später konnte sich Peru letztmals qualifizieren. Für die WM in Spanien mussten sie in einer Gruppe mit Uruguay und Kolumbien antreten. Peru verlor kein Spiel und gewann dabei erstmals in Montevideo gegen Uruguay.
In Spanien trafen sie im ersten Spiel auf WM-Neuling Kamerun und kamen nicht über ein 0:0 hinaus. Auch das zweite Spiel gegen den späteren Weltmeister Italien endete remis (1:1). Im letzten Spiel gegen den späteren Dritten Polen hielten sie bis zur 55. Minute das 0:0 und gingen dann noch mit 1:5 unter. Dies war das einzige Spiel der Gruppe, das nicht remis endete. Peru schied als Gruppenletzter aus und verabschiedete sich damit für mindestens 36 Jahre von der WM-Bühne. Italien erreichte nur aufgrund eines mehr erzielten Tores vor den ebenfalls ungeschlagenen Kamerunern die zweite Finalrunde und wurde anschließend zum dritten Mal Weltmeister. Rekordtorschütze Teófilo Cubillas beendete nach dem WM-Aus seine Nationalmannschaftskarriere. Auch für Trainer Tim, der als Spieler schon 44-Jahre zuvor mit Brasilien an der WM 1938 teilgenommen hatte, endete mit dem WM-Aus die Trainerkarriere. Zwei Jahre später starb er in seiner Heimat.

### 1986 in Mexiko
Vier Jahre später standen den Südamerikanern dann wieder vier Startplätze bei der zweiten WM in Mexiko zu. Die Qualifikation wurde über drei Runden geführt, wobei sich die drei Gruppensieger der ersten Runde direkt qualifizierten. Vier weitere Mannschaften spielten den vierten Startplatz aus. Zu diesen gehörte Peru, nachdem in der Gruppe mit Argentinien, Kolumbien und Venezuela nur der zweite Platz belegt wurde. In der zweiten Runde trafen sie dann auf Chile. Nach einem 2:4 im Auswärtsspiel wurde auch das Rückspiel mit 0:1 verloren, womit Chile die dritte Runde erreichte und dort an Paraguay scheiterte.

### 1990 in Italien
Für die zweite WM in Italien war Peru in eine Qualifikationsgruppe mit Uruguay und Bolivien gelost worden. Peru verlor alle vier Spiele und schied als Gruppenletzter aus.

### 1994 in den Vereinigten Staaten
Für die WM in den USA war Peru in eine Qualifikationsgruppe mit Argentinien, Kolumbien und Paraguay gelost worden. Überraschend qualifizierten sich die Kolumbianer als Gruppensieger vor Argentinien, das sich aber als Gruppenzweiter in den interkontinentalen Playoffs gegen Australien ebenfalls qualifizieren konnte. Peru holte nur mit einem 2:2 gegen Paraguay einen Punkt und verlor alle anderen Spiele, so dass wieder nur der letzte Platz belegt wurde.

### 1998 in Frankreich
Für die Fußball-Weltmeisterschaft 1998 traten erstmals alle südamerikanischen Mannschaften außer Titelverteidiger Brasilien, der automatisch qualifiziert war, in einer gemeinsamen Gruppe an und spielten im Jeder-gegen-jeden-Modus vier Plätze aus. Peru verpasste die Endrunde als Fünfter hinter den punktgleichen Chilenen durch die schlechtere Tordifferenz.

### 2002 in Japan und Südkorea
Bei der Qualifikation zur Fußball-Weltmeisterschaft 2002 in Japan und Südkorea traten alle 10 südamerikanischen Mannschaften wieder in einer gemeinsamen Gruppe an und spielten im Jeder-gegen-jeden-Modus. Peru verpasste als Achter mit deutlichem Abstand die WM.
Am Ende fehlten 14 Punkte für die direkte Qualifikation und 11, um wenigstens die interkontinentalen Playoffspiele zu erreichen.

### 2006 in Deutschland
Auch für die WM 2006 in Deutschland konnten sich die Peruaner wieder nicht qualifizieren. Diesmal belegten sie sogar nur Rang 9 hinter Venezuela aufgrund des Direktvergleichs, da beide punkt- und torgleich waren.

### 2010 in Südafrika
Die Qualifikation zur Fußball-Weltmeisterschaft 2010 in Südafrika verlief sogar noch schlechter: Peru belegte nur den letzten Platz in der Zehnergruppe und konnte nur drei Spiele gewinnen, jeweils mit 1:0.

### 2014 in Brasilien
In der Südamerikaqualifikation zur zweiten Weltmeisterschaft im Nachbarland Brasilien lief es zwar etwas besser, aber als Gruppensiebter konnte sich Peru auch diesmal nicht qualifizieren.

### 2018 in Russland
In der Qualifikation traten wieder alle 10 CONMEBOL-Mitglieder in Hin- und Rückspielen gegeneinander an. Die besten vier Mannschaften qualifizierten sich direkt, der Fünfte musste gegen ein Mitglied einer anderen Konföderation in Playoff-Spielen antreten. Peru, das bei der Copa América 2015 unter dem seit Februar 2015 amtierenden Trainer Ricardo Gareca den dritten Platz belegt hatte, startete mit einer Heimniederlage gegen Kolumbien und einer Auswärtsniederlage bei Südamerikameister Chile, gewann dann gegen Paraguay und lag nach der Niederlage im letzten Spiel im Jahr 2015 in Brasilien nur auf dem vorletzten Platz. Auch 2016 lief es nicht besser. Von acht Spielen wurden nur zwei gewonnen, zwei endeten remis und viermal verloren die Peruaner. Eine 0:2-Niederlage gegen Bolivien wurde aber in einen 3:0-Sieg umgewandelt, da die Bolivianer einen nicht spielberechtigten Spieler eingesetzt hatten. Nach einem Sieg und einem Remis im Frühjahr 2017 lagen die Peruaner vor den letzten vier Spielen auf dem siebten Platz mit fünf Punkten Abstand auf einen direkten Qualifikationsplatz. Am Ende der Qualifikationsrunde wurde man Fünfter der Tabelle, was zur Beteiligung an den Playoffspielen gegen den Vertreter aus Ozeanien Neuseeland berichtigte. Nach einem 0:0 im Hinspiel siegte Peru mit 2:0 im Rückspiel und qualifizierte sich somit als letzte Mannschaft für die WM-Endrunde 2018 in Russland. Damit qualifizierte sich Peru 36 Jahre nach der letzten Teilnahme wieder für die WM Endrunde.
In Russland verloren die Peruaner ihre ersten beiden Spiele jeweils mit 0:1 gegen Dänemark und den späteren Weltmeister Frankreich und hatten damit schon keine Möglichkeit mehr das Achtelfinale zu erreichen. Das 2:0 gegen Australien im letzten Gruppenspiel hatte dann nur noch statistischen Wert. Sie konnten sich damit aber in der ewigen WM-Tabelle um drei Plätze verbessern.

### 2022 in Katar
In der Qualifikation traten wieder alle zehn CONMEBOL-Mitglieder in Hin- und Rückspielen gegeneinander an. Aufgrund der COVID-19-Pandemie startete die Qualifikation statt im März erst im Herbst 2020 und ohne Zuschauer. Peru konnte von den ersten fünf Spielen keins gewinnen, eins endete remis und vier wurden verloren. Dann gelang im Juni 2021 in Ecuador der erste Sieg. Im September konnten zwar in drei Spielen nur vier Punkte geholt werden, in den letzten vier Spielen des Jahres dann noch mal 6 Punkte, mit sieben Punkten aus den letzten vier Spielen wurde dann aber noch der fünfte Platz erreicht, wobei insbesondere der 1:0-Sieg beim direkten Konkurrenten Kolumbien entscheidend war. Als Fünfter trafen die Peruaner im Juni auf Australien, den Fünften der Asienqualifikation. Nach torlosen 120 Minuten verloren sie mit 4:5 im Elfmeterschießen.

### Weltmeisterschaft 2026
Für die erste WM in drei Ländern – Kanada, Mexiko und die USA – wurde die Zahl der Teilnehmer auf 48 erhöht und den südamerikanischen Mannschaften zwei feste Plätze mehr zugestanden, so dass sich nun sechs CONMEBOL-Mitglieder direkt qualifizieren können. In der im September 2023 begonnenen Qualifikation treten wieder alle zehn CONMEBOL-Mitglieder in Hin- und Rückspielen gegeneinander an. Der Siebtplatzierte nimmt als südamerikanischer Teilnehmer am WM-Play-off-Turnier im März 2026 teil.  In den ersten vier Qualifikationsspielen konnte Peru nur einen Punkt holen.

## Rangliste der peruanischen WM-Spieler mit den meisten Einsätzen

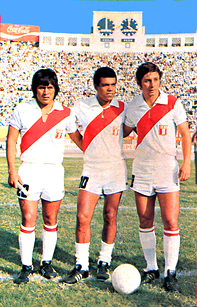
Teófilo Cubillas zwischen Hugo Sotil und Roberto Challe

01. Teófilo Cubillas – 13 bei 3 Turnieren
02. Héctor Chumpitaz – 10 bei 2 Turnieren
03. César Cueto, Jaime Duarte, Juan Carlos Oblitas und Ramón Quiroga – 9 bei 2 Turnieren
07. Guillermo La Rosa, Hugo Sotil und José Velásquez – 8 bei 2 Turnieren
10. Rubén Toribio Díaz – 7 bei 2 Turnieren

## Rangliste der peruanischen WM-Spieler mit den meisten Toren
01. Teófilo Cubillas – 10 Tore
02. Alberto Gallardo – 2 Tore

## WM-Kapitäne
- 1930: Plácido Galindo (1. Spiel), Antonio Maquillón (2. Spiel[7])
- 1970, 1978: Héctor Chumpitaz
- 1982: Rubén Toribio Díaz
- 2018: Alberto Rodríguez (1. Spiel), Paolo Guerrero (2. und 3. Spiel)

## Bei Weltmeisterschaften gesperrte Spieler
- 1930: Kapitän Plácido Galindo wurde als erster Spieler überhaupt bei einer WM vom Platz gestellt. Er durfte zwar beim nächsten Spiel wieder mitspielen, der Trainer bestimmte aber einen anderen Spieler als Kapitän.
- 1978: José Velásquez erhielt im ersten Spiel der zweiten Finalrunde die zweite Gelbe Karte und war für das zweite Spiel gesperrt. Im dritten Spiel erhielt er die dritte Gelbe Karte und war damit der einzige Spieler, der drei Gelbe Karten im Turnier erhielt.

## Anteil der im Ausland spielenden Spieler im WM-Kader
Zwar setzte Peru bereits bei der ersten Teilnahme einen Legionär ein, eine große Rolle spielte dieser in den WM-Kadern bei den ersten vier Teilnahmen der Peruaner aber nie. 2018 sind es dann nur noch fünf in der Heimat spielende Spieler, die nach der 36-jährigen WM-Pause dabei sind.
| Jahr (Spiele) | Anzahl (Länder) | Spieler (Einsätze) |
| ------------- | --- | --- |
| 1930 (2)      | 1 (Mexiko) | Julio Lores (2) |
| 1970 (4)      | 0 | |
| 1978 (6)      | 1 (Mexiko) | Juan José Muñante (6) |
| 1982 (3)      | 7 (2 Belgien, 3 in Kolumbien, 1 in Mexiko. 1 in den USA)                                                                                         | Juan Carlos Oblitas (3), Percy Rojas (0); César Cueto (3), Guillermo La Rosa (3), José Velásquez (3); Gerónimo Barbadillo (3); Teófilo Cubillas (3) |
| 2018 (3)      | 18 (3 in Brasilien, 1 in Dänemark, 1 in England, 1 in Kolumbien, 7 in Mexiko, 1 in den Niederlanden, 1 in Portugal, 1 in Russland, 2 in den USA) | Christian Cueva (3), Paolo Guerrero (3), Miguel Trauco (3); Edison Flores (3); André Carrillo (3); Alberto Rodríguez (2); Luis Advíncula (3), Pedro Aquino (3), Wilder Cartagena, Pedro Gallese (3), Christian Ramos (3), Raúl Ruidíaz (2), Anderson Santamaría (2); Renato Tapia (2); Paolo Hurtado (1); Jefferson Farfán (2); Andy Polo, Yoshimar Yotún (3) |

## Spiele
Die Peruaner bestritten bisher 18 WM-Spiele. Davon wurden fünf gewonnen, zehn verloren und drei endeten remis. Kein Spiel musste verlängert werden.
Die Peruaner nahmen nie am Eröffnungsspiel teil, spielten aber zweimal gegen den Gastgeber: 1930 in der Vorrunde und 1978 in der zweiten Finalrunde.
Die Peruaner spielten bei jeder Teilnahme gegen den späteren Weltmeister, aber nie gegen den Titelverteidiger.
Die Peruaner trafen dreimal auf WM-Neulinge: 1970 Marokko, 1978 Iran und 1982 Kamerun.
Häufigste Gegner waren Brasilien und Polen (je zweimal und immer verloren).
Achtmal trafen die Peruaner auf Mannschaften, gegen die sie zuvor noch nie gespielt hatten.
| Alle WM-Spiele |            |          |                |   |                     |               | |
| Nr.            | Datum      | Ergebnis | Gegner         |   | Austragungsort      | Anlass        | Bemerkungen |
| 1              | 14.07.1930 | 1:3      | Rumänien       | * | Montevideo (URY)    | Vorrunde      | 1. Spiel gegen eine europäische Mannschaft 1. Spiel einer südamerikanischen Mannschaft gegen Rumänien Perus Kapitän Plácido Galindo wird als erster Spieler in einem WM-Spiel vom Platz gestellt. |
| 2              | 18.07.1930 | 0:1      | Uruguay        | A | Montevideo (URY)    | Vorrunde      | |
| 3              | 02.06.1970 | 3:2      | Bulgarien      | * | León (MEX)          | Vorrunde      | |
| 4              | 06.06.1970 | 3:0      | Marokko        | * | León (MEX)          | Vorrunde      | 1. Spiel gegen Marokko |
| 5              | 10.06.1970 | 1:3      | BR Deutschland | * | León (MEX)          | Vorrunde      | 1. Spiel gegen Deutschland |
| 6              | 14.06.1970 | 2:4      | Brasilien      | * | Guadalajara (MEX)   | Viertelfinale | |
| 7              | 03.06.1978 | 3:1      | Schottland     | * | Córdoba (ARG)       | 1. Finalrunde | |
| 8              | 07.06.1978 | 0:0      | Niederlande    | * | Mendoza (ARG)       | 1. Finalrunde | |
| 9              | 11.06.1978 | 4:1      | Iran           | * | Córdoba (ARG)       | 1. Finalrunde | 1. Spiel gegen den Iran, Teófilo Cubillas erzielt drei Tore und übertrifft mit seinem zweiten Tor (sein insgesamt 25. Tor) den Landesrekord von Teodoro Fernández                                 |
| 10             | 14.06.1978 | 0:3      | Brasilien      | * | Mendoza (ARG)       | 2. Finalrunde | |
| 11             | 18.06.1978 | 0:1      | Polen          | * | Mendoza (ARG)       | 2. Finalrunde | |
| 12             | 21.06.1978 | 0:6      | Argentinien    | A | Rosario (ARG)       | 2. Finalrunde | |
| 13             | 15.06.1982 | 0:0      | Kamerun        | * | A Coruña (ESP)      | 1. Finalrunde | 1. Spiel einer südamerikanischen Mannschaft gegen Kamerun |
| 14             | 18.06.1982 | 1:1      | Italien        | * | Vigo (ESP)          | 1. Finalrunde | 1. Spiel gegen Italien |
| 15             | 22.06.1982 | 1:5      | Polen          | * | A Coruña (ESP)      | 1. Finalrunde | 81. und letztes Länderspiel von Rekordtorschütze Teófilo Cubillas (26 Tore) |
| 16             | 16.06.2018 | 0:1      | Dänemark       | * | Saransk (RUS)       | Gruppenspiel  | Erstes Spiel gegen die dänische A-Nationalmannschaft |
| 17             | 21.06.2018 | 0:1      | Frankreich     | * | Jekaterinburg (RUS) | Gruppenspiel  | |
| 18             | 26.06.2018 | 2:0      | Australien     | * | Sotschi (RUS)       | Gruppenspiel  | Erstes Spiel gegen Australien |

### Höchste Siege und Niederlagen
Die peruanische Mannschaft erzielte ihre höchsten Siege gegen folgende Länder bei WM-Turnieren:
- Australien: Vorrunde 2018 2:0 (erstes Spiel gegen Australien)
- Iran: 1. Finalrunde 1978 4:1 (einziges Spiel gegen den Iran)
- Marokko: Vorrunde 1970 3:0 (einziges Spiel gegen Marokko)
- Schottland: 1. Finalrunde 1978 3:1 (einziger Sieg gegen Schottland)

Gegen folgende Länder kassierte die peruanische Mannschaft ihre höchsten Niederlagen bei WM-Turnieren:
- Argentinien: 2. Finalrunde 1978 0:6
- Dänemark: Vorrunde 2018 0:1 (erstes Spiel gegen Dänemarks A-Nationalmannschaft)
- BR Deutschland: Vorrunde 1970 1:3 (erstes Spiel gegen Deutschland)
- Frankreich: Vorrunde 2018 0:1 (einzige Niederlage gegen Frankreich)
- Polen: 1. Finalrunde 1982 1:5

### Negativrekorde
- Erste Mannschaft, die einen Spieler durch Platzverweis verlor: Plácido Galindo wurde im ersten WM-Spiel der Peruaner 1930 vom Platz gestellt.
- Die meisten Turnier-Gegentore: 1978 – Peru – 12 in 6 Spielen und Mexiko – 12 in 3 Spielen
- Höchsten Turnierniederlagen: 1978 Peru – Argentinien (2. Finalrunde, gleichzeitig höchste Niederlage in allen 2. Finalrunden) und Mexiko – Deutschland (1. Finalrunde) jeweils 0:6
- Das Spiel mit den wenigsten Zuschauern: Peru – Rumänien mit 300 Zuschauern bei der WM 1930[8][9]